# Sagan om den okända ön
Sagan om den okända ön (portugisiska originalets titel "O Conto da Ilha Desconhecida"), är en novell från 1997 av den portugisiske nobelpristagaren i litteratur år 1998 José Saramago.

## Handling
Berättelsen handlar om en man som kommer till kungen för landet en natt och säger, Ge mig en båt. Han vill upptäcka okända öar, till kungens förvirring. Några okända öar finns inte, kartorna har ju alla öar, säger kungen. Men där finns bara de kända öarna, svarar mannen. 
Novellen är översatt till svenska av Hans Berggren.